# Roots (Johnny Winter)
Roots è un album di Johnny Winter, pubblicato dalla Sonobeat Records nel settembre del 2011. Il disco fu registrato (e mixato) al Carriage House Studio di Stamford nel Connecticut (Stati Uniti).

## Tracce
1. T-Bone Shuffle – 4:54 (T-Bone Walker)
2. Further on Up the Road – 4:18 (Joe Medwick)
3. Done Somebody Wrong – 4:47 (Elmore James)
4. Got My Mojo Workin' – 5:09 (Preston Foster)
5. Last Night – 5:47 (Little Walter)
6. Maybellene – 2:49 (Chuck Berry)
7. Bright Lights, Big City – 4:28 (Jimmy reed)
8. Honky Tonk – 3:43 (Clarence Gatemouth Brown)
9. Dust My Broom – 6:04 (Robert Johnson)
10. Short Fat Fannie – 4:07 (Larry Williams)
11. Come Back Baby – 6:28 (Walter Davis)

## Musicisti
T-Bone Shuffle
- Johnny Winter - voce, chitarra (primo assolo)
- Sonny Landreth - chitarra (secondo assolo), fill (introduzione)
- Paul Nelson - chitarra, chitarra melody (introduzione), chitarre ritmiche
- Mike DiMeo - organo
- Scott Spray - basso
- Vito Liuzzi - batteria

Further on Up the Road
- Johnny Winter - voce, chitarra (primo assolo)
- Jimmy Vivino - chitarra (secondo assolo), fill
- Paul nelson - chitarra, chitarre ritmiche
- Mike DiMeo - pianoforte
- Scott Spray - basso
- Vito Liuzzi - batteria

Done Somebody Wrong
- Johnny Winter - voce, chitarra (primo assolo)
- Warren Haynes - chitarra slide (introduzione e secondo assolo), fill
- Paul Nelson - chitarra, chitarre ritmiche
- Mike DiMeo - pianoforte, organo
- Scott Spray - basso
- Vito Liuzzi - batteria

Got My Mojo Worlin'
- Johnny Winter - voce, chitarra (primo assolo)
- Frank LaTorre - armonica
- Paul Nelson - chitarra, chitarre ritmiche
- Scott Spray - basso
- Vito Liuzzi - batteria

Last Night
- Johnny Winter - voce, chitarra (primo assolo)
- John Popper - armonica
- Paul Nelson - chitarra acustica, chitarra elettrica, chitarra ritmica
- Scott Spray - basso
- Vito Liuzzi - batteria

Maybellene
- Johnny Winter - voce, chitarra (primo assolo)
- Vince Gill - chitarra (introduzione e secondo assolo), fill
- Paul Nelson - chitarra, chitarre ritmiche
- Mike Di Meo - pianoforte
- Scott Spray - basso
- Vito Liuzzi - batteria

Bright Lights, Big City
- Johnny Winter - voce, chitarra (primo assolo)
- Susan Tedeschi - voce, chitarra (secondo assolo) e seconda voce
- Paul Nelson - chitarra, chitarra leslie, chitarre ritmiche
- Mike DiMeo - pianoforte wurlitzer
- Scott Spray - basso
- Vito Liuzzi - batteria

Honk Tonk
- Johnny Winter - chitarra, chitarra melody
- Edgar Winter - sassofono
- Paul Nelson - chitarra, chitarre ritmiche, tamburello
- Mike DiMeo - organo
- Scott Spray - basso, handclaps
- Vito Liuzzi - batteria, handclaps

Dust My Broom
- Johnny Winter - voce, chitarra slide (introduzione e primo assolo), fill
- Derek Trucks - chitarra slide (introduzione e secondo assolo), fill
- Paul Nelson - chitarra, chitarre ritmiche
- Scott Spray - basso
- Vito Liuzzi - batteria

Short Fat Fannie
- Johnny Winter - voce, chitarra (primo assolo)
- Paul Nelson - chitarra (secondo assolo), chitarre ritmiche
- Joe Meo - sassofono baritono
- Scott Spray - basso
- Vito Liuzzi - batteria

Come Back Baby
- Johnny Winter - voce, chitarra (secondo assolo)
- John Medeski - organo (primo assolo)
- Paul nelson - chitarra, chitarre ritmiche
- Mike DiMeo - pianoforte
- Joe Meo - sassofoni
- Don Harris - tromba
- Scott Spray - basso
- Vito Liuzzi - batteria